# The Japan Times
The Japan Times là tờ nhật báo xuất bản bằng tiếng Anh lâu đời và lớn nhất Nhật Bản từ năm 1897. Tờ báo này được xuất bản bởi The Japan Times, Ltd. (株式会社ジャパンタイムズ Kabushiki gaisha Nihon Taimuzu), một công ty con của News2u Holdings, Inc.. Công ty có trụ sở đặt tại Tòa nhà Kioicho (紀尾井町ビル Kioicho Biru), tọa lạc Kioicho, Chiyoda, Tokyo.

## Lịch sử

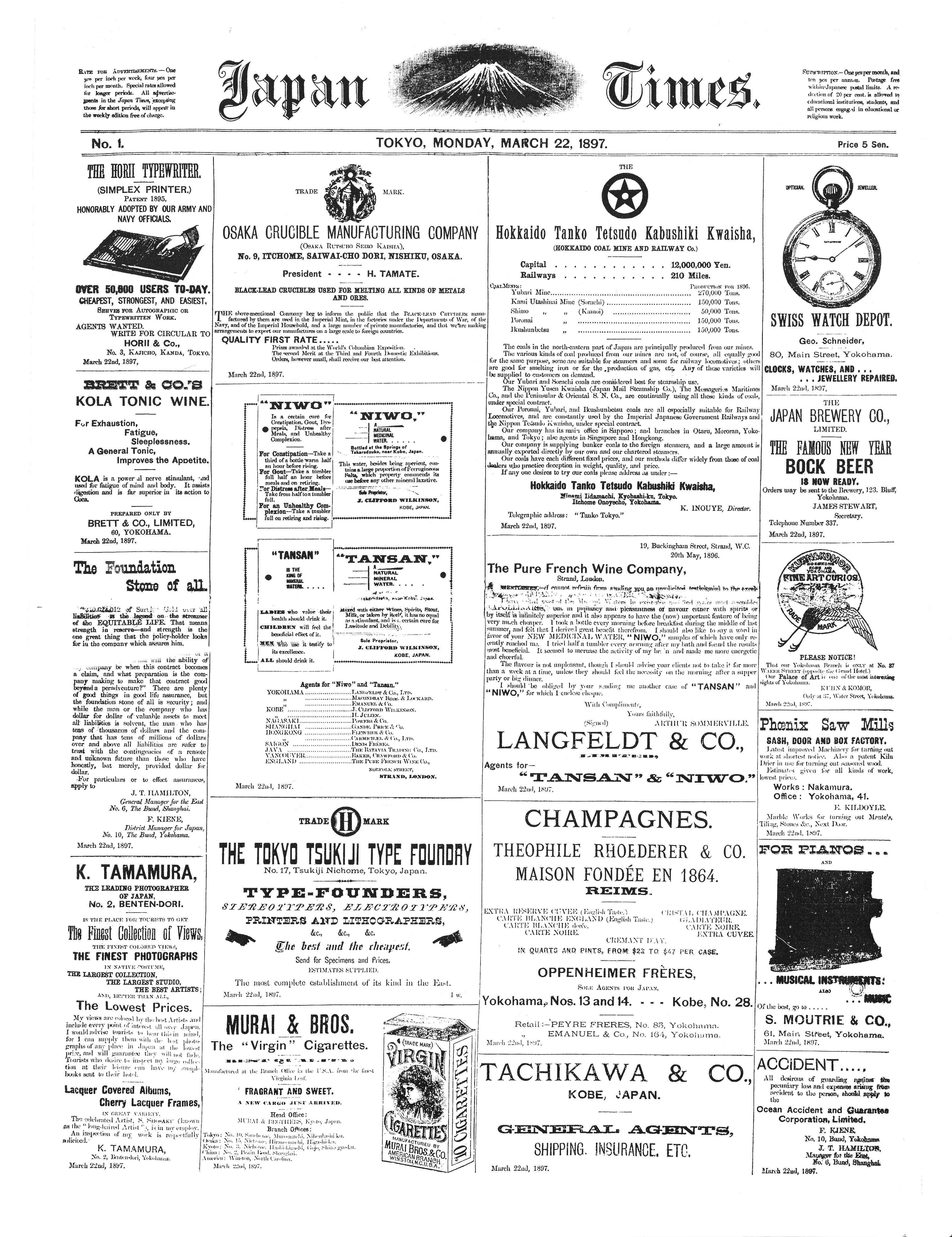
Trang nhất số đầu tiên của tờ Thời báo Nhật Bản, ngày 22 tháng 3 năm 1897

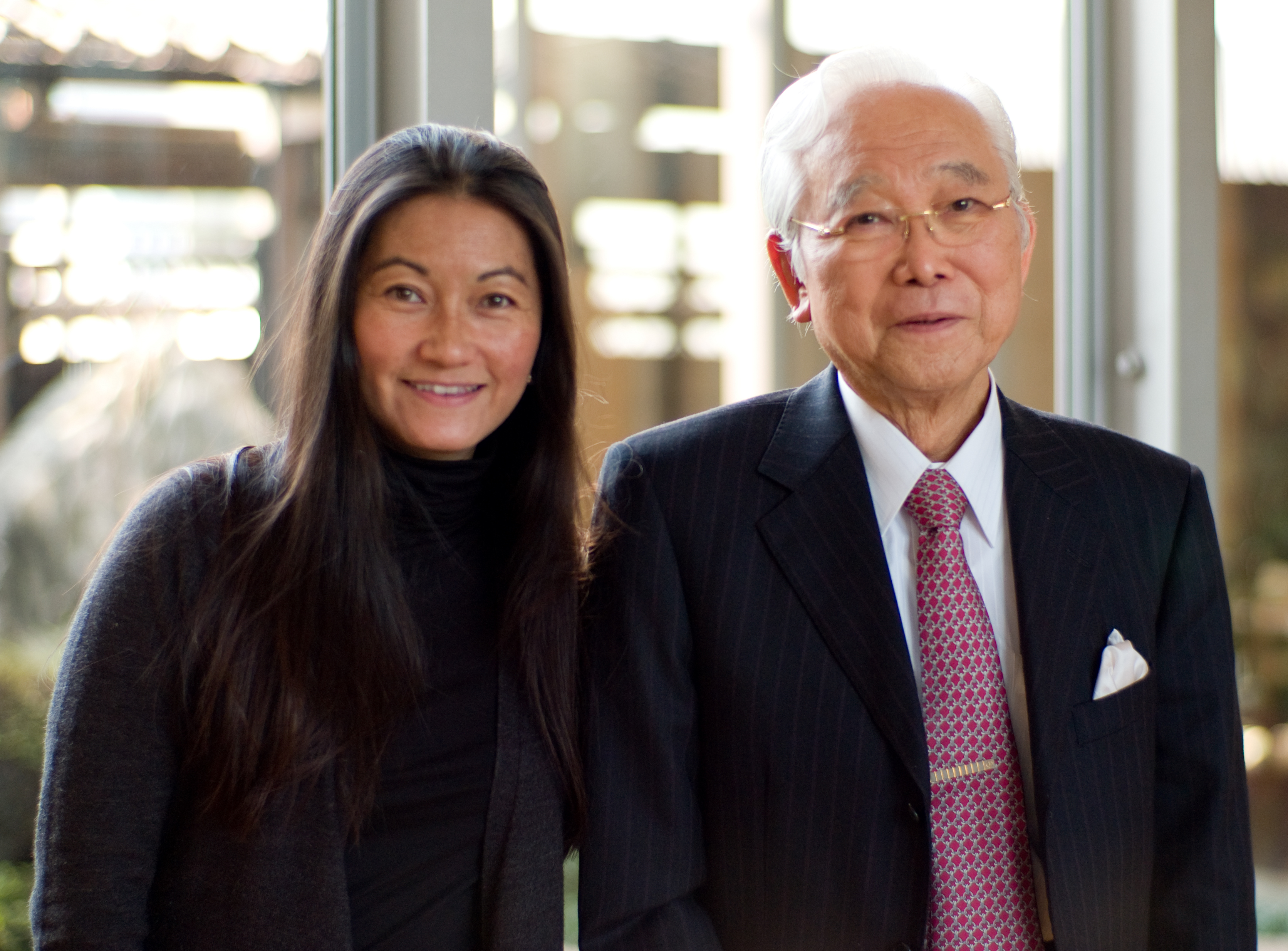
Ogasawara Yukiko (小笠原 有輝子, Tiểu Lạp Nguyên Hữu Huy Tử), chủ tịch hội đồng quản trị của The Japan Times, cùng với cha bà là Ogasawara Toshiaki (小笠原 敏晶, Tiểu Lạp Nguyên Mẫn Tinh), cựu chủ tịch và biên tập viên.

The Japan Times được thành lập bởi Zumoto Motosada vào ngày 22 tháng 3 năm 1897, với mục đích tạo cơ hội cho người Nhật có thể đọc, thảo luận về các sự kiện, tin tức bằng tiếng Anh và đưa Nhật Bản vào cộng đồng quốc tế. Những bài báo thường được kiểm soát bởi chính phủ, từ năm 1931 trở đi, chính phủ càng gây áp lực lên các biên tập viên khi bắt họ tuân theo những chính sách của mình. Đến năm 1933, Bộ Ngoại giao Nhật Bản đã bầu chọn cựu quan chức của Bộ là Ashida Hitoshi làm tổng biên tập cho tờ báo.
Sau khi sáp nhập với The Japan Mail từ năm 1918-1940, công ty đổi tên thành The Japan Times and Mail, ba năm tiếp theo, công ty sáp nhập với The Japan Advertiser và đổi một tên khác là The Japan Times and Advertiser, Nippon Times là cái tên mới từ năm 1943-1956 trước khi quay lại tên Japan Times năm 1956.
Fukushima Shintaro (1907- 1987) trở thành chủ tịch vào năm 1956. Ông chia sẻ từng cổ phiếu công ty cho Ogasawara Toshiaki. Sau khi Fukushima từ chức, công ty sản xuất ốc vít ô tô Nifco của Ogasawara sở hữu công ty, ông giành quyền quản lý The Japan Times vào năm 1983, Ogasawara là chủ tịch hội đồng quản trị và biên tập viên cho The Japan Times đến khi ông mất vào năm 2016. Con gái ông là Ogasawara Yukiko, giữ chức vụ chủ tịch công ty từ năm 2006-2012 trước khi được thay bởi Tsutsumi Takeharu. Yukiko kế thừa cha cô là chủ tịch hội đồng quản trị năm 2016. News2u Holdings, Inc. mua lại The Japan Times từ Nifco vào 30 tháng 6 năm 2017.

## Nội dung

### In ấn
The Japan Times, Inc. xuất bản ba định kỳ: The Japan Times, nhật báo khổ rộng bằng tiếng Anh; The Japan Times Weekly, báo khổ nhỏ xuất bản hàng tuần bằng tiếng Anh; và Shukan ST, một tờ báo khổ nhỏ xuất bản hàng tuần, nhắm vào việc học tiếng Anh của người Nhật. Nội dung thường ngày của The Japans Times xoay quanh những chủ đề về đời sống, thể thao, ẩm thực, nghệ thuật, âm nhạc, điện ảnh, các sự kiện và giải trí.

### Trang web
Những câu chuyện in từ The Japan Times đều được lưu trữ lại trực tuyến. Tờ báo có một diễn đàn thảo luận cho độc giả, từ năm 2013, mỗi bài viết được bố trí thêm phần bình luận. Trang web của tờ báo sử dụng thiết kế web đáp ứng để thiết kế và phát triển lại giao diện, cũng như tối ưu hóa cho các thiết bị xem trang web.

## Sản xuất
- Vốn: 100.000.000 yên
- Kinh doanh: Xuất bản The Japan Times, The Japan Times On Sunday, The Japan Times Alpha, sách trong tiếng Anh và tiếng Nhật

### Sách
- Genki: An Integrated Course in Elementary Japanese
- A Dictionary of Basic Japanese Grammar[14]